# UKS Rekin Wrocław
UKS Rekin Wrocław – klub pływania w płetwach z siedzibą we Wrocławiu. Założony w 1989 roku.

## Sukcesy klubu
Klub regularnie znajduje się na czołowych lokatach klasyfikacji generalnej Pucharu Polski w pływaniu w płetwach, dwukrotnie go zdobywając w 2000 i 2001 roku.
Zawodnicy klubu zdobywali medale na najważniejszych imprezach w Polsce i na świecie (Mistrzostwa Polski, Puchar Polski, Puchar Świata).
Zawodnicy klubu regularnie powoływani są do Kadry Narodowej Polski w pływaniu w płetwach.